# VCN ExecuVision
El VCN ExecuVision va ser el primer programa de presentació, pròpiament dit, per a ordinador personal, PC compatible. Aquest programa permet als usuaris la possibilitat de manipular gràfics i texts no només per a dades empresarials, sinó per a tots els mitjans de comunicació. Fou creat per Visual Communications Network, Inc.el 1984.

## Antecedents
Lafirmació de que va ser el primer és una mica agosarada, atès que ben abans de 1984 ja hom sabia dibuixar amb ordinador gràfics de barres o de pastís. El 1984 ja hi havia una sèrie de trames, dibuixos i aplicacions per fer gràfics en diverses plataformes, com per exemple, el no compatible PC gràfics Cromemco Slidemaster, però l'ExecuVision va ser el primer que va ajuntar dins d'un sol paquet tots els elements: gràfics, dibuixos, animacions, presentacions de diapositives, clipart, que avui considerem estàndard en un programa de presentació.
Els avantatges d'aquest programa es van discutir per primera vegada a la revista Institute of Electrical and Electronics Engineers el març de 1984. A part dels avantatges aportades pel VCN ExecuVision, la revista va publicar imatges creades amb el programa, il·lustrant el nou software emergent disponible per a ordinadors personals en aquell moment.
ExecuVision estava dirigit als professionals de les empreses i es va anunciar com un paquet gràfic complet per ordinador, sent una novetat, ja que quan es va llançar al públic per primera vegada, va permetre que la gent no hagués de fer les presentacions amb paper, regles, compassos, tisores i adhesius.